# Пацевич, Михаил Григорьевич
Михаи́л Григо́рьевич Паце́вич (28 сентября [10 октября] 1865 — 13 февраля 1916) — русский полковник, герой Первой мировой войны.

## Биография
Родился 28 сентября (10 октября) 1865 года. Образование получил в Михайловском Воронежском кадетском корпусе, по окончании которого 26 августа (7 сентября) 1884 года был зачислен в 1-е военное Павловское училище. Его отец подполковник Г. М. Пацевич умер 16 (28) июня 1877 года от ран, полученных во время осады Баязета турецкими войсками. Братья — Николай и Александр, сестры — Зинаида и Елена. Их опекунша, вдова коллежского советника Мария Ивановна Столнакова. На сирот Николая, Александра и Елену с 1 (13) января 1880 года назначена пенсия в 323 рубля из Ставропольского Губернского казначейства.
Выпущен из училища 7 (19) августа 1885 года подпоручиком в лейб-гвардии Санкт-Петербургский полк. 7 (19) августа 1889 года произведён в поручики, 13 (25) апреля 1897 года — в штабс-капитаны и 6 мая 1900 года — в капитаны с назначением на должность командира роты. Вскоре Пацевич был переведён в лейб-гвардии Литовский полк, где 6 декабря 1907 года получил чин полковника, а 26 января следующего года назначен командиром 3-го батальона того полка.
8 сентября 1913 года Пацевич был назначен командиром 39-го пехотного Томского полка. Принимал участие в Первой мировой войне. Высочайшим приказом от 3 февраля 1915 года Пацевич был награждён орденом Св. Георгия 4-й степени
За то, что в бою 15 августа 1914 года у посёлка Лащов, командуя левым боевым участком в составе трёх батальонов его же полка, воодушевляя подчинённых личным мужеством, энергичной атакой опрокинул превосходные силы неприятеля на узкую переправу у дер. Пукаржева, что привело к разбитию австрийской дивизии и пленению значительной части её. При этом полком было взято знамя, одна батарея и несколько сот пленных.
13 февраля 1916 года полковник Пацевич был убит при обходе участка 9-й роты на реке Спяглица (на границе современных Вилейского, Мядельского и Сморгонского районов). Панихида состоялась 14 февраля 1916 года в д. Дубники (ныне Стародубово, Вилейский район). Тело полковника в цинковом гробу было отправлено на родину в Воронежскую губернию. Похоронен в г. Задонске (ныне Липецкая область). Высочайшим приказом от 22 февраля 1916 года исключен из списков «убитым в бою с неприятелем».

## Награды
- орден Святой Анны 3-й степени (06.12.1909)
- орден Святой Анны 2-й степени (1913)
- орден Святого Владимира 3-й степени с мечами (ВП 09.12.1914)[2]
- орден Святого Георгия 4-й степени (ВП 03.02.1915)[1]
- орден Святого Владимира 4-й степени с мечами и бантом (ВП 24.04.1915)[3]
- мечи к ордену Св. Анны 2-й ст. (ВП 15.01.1917)